# Ланчано
Ланчано (італ. Lanciano) — муніципалітет в Італії, у регіоні Абруццо,  провінція К'єті.
Ланчано розташоване на відстані близько 165 км на схід від Рима, 85 км на схід від Л'Аквіли, 23 км на південний схід від К'єті.
Населення — 35 624 особи (2014).

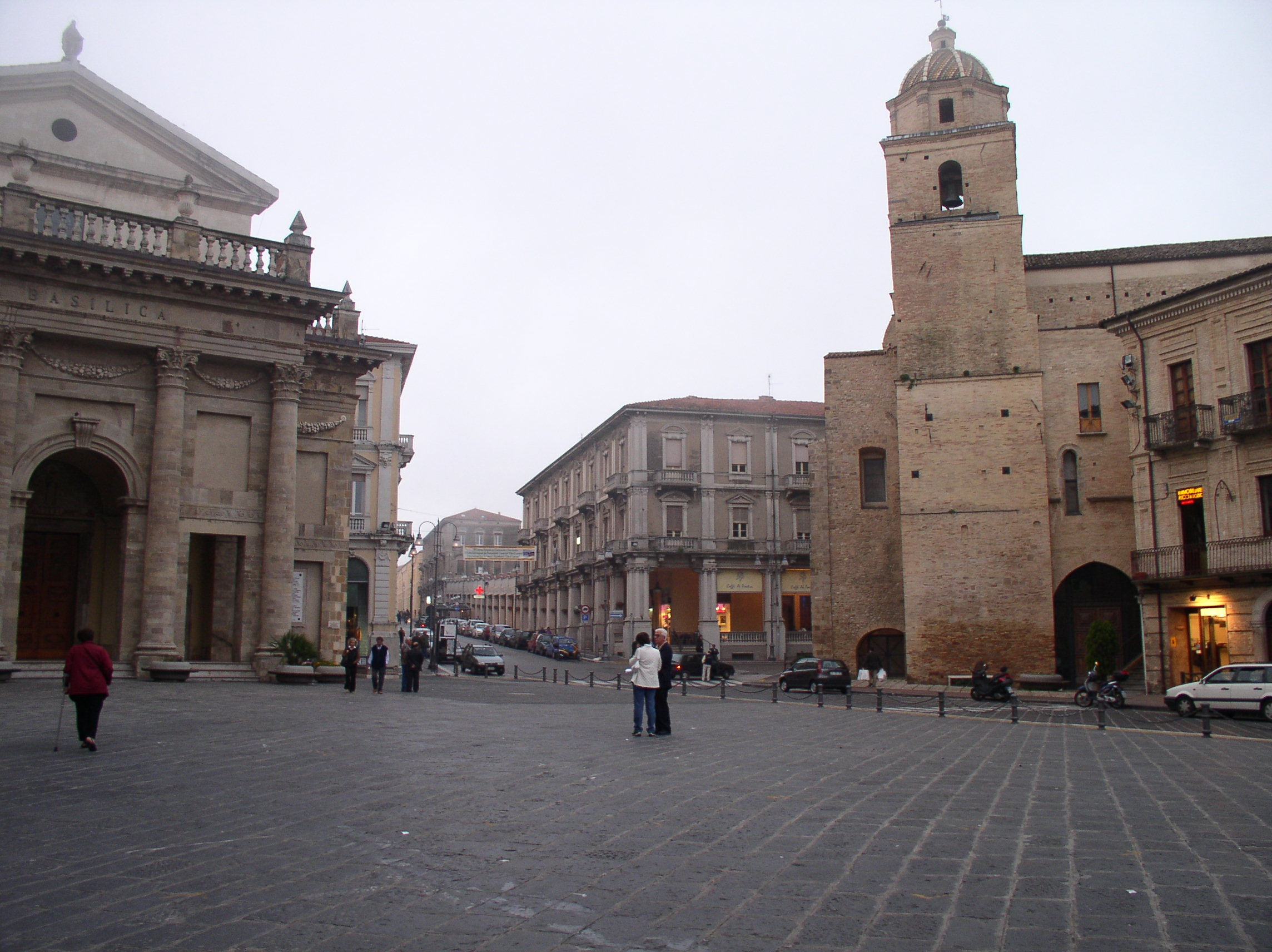

Щорічний фестиваль відбувається 16 вересня. Покровитель — Madonna del Ponte.

## Демографія
Населення за роками:

Станом на 1 січня 2023 року в муніципалітеті офіційно проживало 1380 іноземців з 68 країн, серед них 648 громадян країн Євросоюзу та 51 громадянин України.

## Сусідні муніципалітети
- Атесса
- Кастель-Френтано
- Фоссачезія
- Фриза
- Моццагронья
- Орсонья
- Пальєта
- Поджофьорито
- Рокка-Сан-Джованні
- Сан-Віто-К'єтіно
- Сант'Еузаніо-дель-Сангро
- Трельйо